# Свірчково
Свірчко́во (рос. Сверчково) — село у складі Цілинного району Алтайського краю, Росія. Входить до складу Сухо-Чемровської сільської ради.

## Населення
Населення — 274 особи (2010; 350 у 2002).
Національний склад (станом на 2002 рік):
- росіяни — 82 %